# Lil Green
Lil Green, (Mississippi, 1919. december 22. – Chicago, 1954. április 14.) bluesénekesnő, dalszerző.
| Lil Green                                 | Lil Green                                 |
| Kattints az alábbi külső linkek egyikére! | Kattints az alábbi külső linkek egyikére! |
| ----------------------------------------- | ----------------------------------------- |
| Nem található szabad kép.(?)              |                                           |
| külső link · jogvédett                    | Lil Green                                 |

## Pályafutása
Lillian „Lil” Green az 1940-es évek vezető rhythm and blues énekesnőinek egyike volt érzéki szoprán hangjával. R.H. Harris gospelénekes dicsérte a hangját a vallásos dalok interpretációiért.
Lil Mississippi államban született. Szülei korai halála után tinédzserként kezdett fellépni. Gospelelőadásokban templomban csiszolta énektudását. Mississippi-i templomokban énekelt, majd 1929-ben Chicagóba költözött, ahol aztán lemezfelvételei készültek.
Green kiváló temkpóérzékéről és jellegzetesen ívű hangjáról volt ismert.
Az 1930-as években Big Bill Broonzy-val közösen lépett fel egy éjszakai klubban. 1940-ben vette fel első lemezét az RCA Victor Bluebird. Legnagyobb slágere saját szerzeménye, a „Romance in the Dark” (1940) volt, amelyet később számos előadó feldolgozott, például Dinah Washington, Nina Simone és Billie Holiday. Green 1941-es változatát Peggy Lee vett fel 1942-ben, majd később sokan mások is.
A chicagói éjszakai klubokban való fellépések mellett Green turnézott a „Tiny Bradshaw-val” és más zenekarokkal. soha nem szakadt el a fekete színpadoktól.
1949-re Green stílust váltott, dzsesszénekesnő lett. Igyekezett utánozni Billie Holiday stílusát. 1951-ben leszerződött az Atlantic Recordshoz, de ekkor már rossz egészségi állapotban volt. 1954 áprilisában Chicagóban tüdőgyulladásban halt meg.

## Lemezek
- Why Don't You Do Right?
- Romance In The Dark
- My Mellow Man
- Country Bill Blues
  - Discography of American Historical Recordings

## Fordítás
- Ez a szócikk részben vagy egészben  a   Lil Green című angol Wikipédia-szócikk ezen változatának fordításán alapul.  Az eredeti cikk szerkesztőit annak laptörténete sorolja fel. Ez a jelzés csupán a megfogalmazás eredetét és a szerzői jogokat jelzi, nem szolgál a cikkben szereplő információk forrásmegjelöléseként.